# 深圳广电集团都市频道
深圳广电集团都市频道（简称深圳都市频道）是深圳广播电影电视集团旗下的一条本土化综合电视频道，也是深圳市第一个开播的电视频道，于中华人民共和国广东省深圳市播放。

## 历史
- 1984年1月1日，深圳电视台正式开播，并开始播出33频道（深视一套），当时逢周二、四、六、日晚上7时至10时播出自办节目，周一、三、五晚上则转播广东电视台所转播的中央电视台综合频道节目。当时该频道的自办节目有新闻、专题、电视剧、电影、广告、外汇牌价等。开播初期，主要精力用于录制新闻节目，开辟有《新闻集锦》、《梧桐山下》、《一周要闻》、《市场动态》等栏目。1993年12月开始新闻直播。[1]初期只在部分节目使用第一代方块台标或是文字台标。
- 1994年，深圳电视台对节目进行全面改版，同时改为现今三基色“S”型丝状台标。[2]，新闻播出的数量和质量均有大幅度提高。深视一套（33频道）主要以播出新闻节目和电视剧为主，每天播发新闻4次，每次20分钟，分别在《今晨》《午间新闻》《730新闻》《今晚》栏目播出。此外还开辟《新闻人物》《市长专线追踪》《周末特写》《深圳信息》等专栏。1995年，深圳电视台首次开办《英语新闻》，1996年开办《粤语新闻》，1998年增加《零点新闻》，每天播出新闻达2小时。
- 2002年，本台更名为深圳电视台新闻综合频道（SZTV-1，深视一套），并更换透明“S”型丝状台标。
- 2005年，由于深圳卫视的开播，本台更名为深圳电视台都市频道，而原先主力新闻节目《深视新闻》等节目移往深圳卫视播出，在这之后原先《深视新闻》所处的傍晚黄金时档（18:30-19:30）改播《第一现场》，同时不再转播央视的《新闻联播》。
- 2008年，本台被《综艺》评为2007年度地面频道节目20强。同年8月，深圳市国家标准地面数字电视开播，该台数字版本可于深圳大部分地区以无线方式接收。[3]
- 2014年，该频道实现高标清同播。
- 2016年12月尾，该频道与电视剧频道的标清版改为16:9高清格式播出。
- 2017年10月1日，为落实《中华人民共和国国歌法》相关规定，该频道于国庆节等重要的国家法定节日和纪念日的上午10点整播放国歌，国歌片带与央视播放版本一致[4]。在2019年5月1日至12月31日，为配合庆祝中华人民共和国成立70周年而开展的“我和我的祖国”群众性主题宣传教育活动，该频道临时改为每日7时播放国歌。
- 2017年12月8日凌晨，跟随深圳广电集团全部电视频道更换台标，为现用的白色丝状台标基础上嵌入粉红色卡状矩形式，在台标底侧写入“都市频道”。
- 2020年5月8日凌晨零時，都市頻道關閉模擬電視DS-33信號。在有關直播片段中，可見DS-33頻道在《直播深圳》（晚間新聞）仍在播放期間，信號直接被截斷，轉為雪花畫面；而在模擬電視停播前一天，該頻道畫面才出現相關通知。

## 主要栏目
作为深圳地区的本地化电视频道，都市频道制作的节目包括新闻、电视剧、民生、生活及时评访谈等多元化节目。

### 新闻资讯类
《第一现场》
《第一现场》（Spot News） 是该频道制作的主要新闻节目，开播于2002年12月2日，报道深圳本土的民生、资讯、政策、社会新闻。每晚18:20于该台首播，次日早晨5:20重播。
《直播深圳》
《直播深圳》（Shenzhen Live Plus）是该台的晚间新闻杂志栏目，主要内容有“今晚最新”（报道当天热点新闻）、“天下闻汇”（报道国外资讯）、“RAP资讯”（简述网络热点信息）、“麻辣点评”（对政策、社会现象或热点事件的批判）、“评新而论”（由两位主持人对当天热点事件进行不同方面的评论）及“都市110”（播报警情）。该节目于每晚23:00首播，次日早晨7:03重播。
《都市路路通》
《都市路路通》（City No.1）是由该台与深圳市交通警察局合办的一档生活服务新闻资讯类综合栏目，自1996年起启播，每晚17:30于该台播出。
《早安深圳》
《早安深圳》（Good Morning Shenzhen）是该台的早间新闻栏目，于2013年1月1日开播，星期一至五早晨7:30至8:00于都市频道、移动电视频道同步直播播出。栏目内容设置分为《知天下》、《点评》、《财经速递》、《交通直击》、《天气早知道》等板块。节目类型和播出时间与港台電視31的早辰。早晨相似。
该栏目已于2019年1月19日停播，原因不明。

### 民生及生活类
《第一调解》
《第一调解》（The First Mediation）是该台制作的一档民生节目，每期节目由调解员及观察员共同为当事人调解纠纷。主持人由许雨燕担任，调解员由寒枫担当。该节目于2012年4月21日开播，周六、日晚22:15播出。与江西卫视的《金牌调解》类似。
该栏目已停播
《法观天下》
《法观天下》（Legal Views）是都市频道于2010年10月开播的一档午间法制节目，节目由本土及国内外最新法制资讯、法制类民生新闻、记者与律师协作帮忙调查、律师法律点评、深度故事报道、热辣网络评论以及律师解答观众疑问等内容组成，另设“代表履职”板块，邀请深圳的人大、政协代表对观众反映的具体市政问题进行调查，并督促职能部门改善，节目每天中午11:55在都市频道播出，时长30分钟（周末25分钟）。

### 纪实类
《鞠说好看》
《鞠说好看》是一档故事类纪实栏目，立足深圳，辐射广东，关注新移民群体和城市打工者的情感，励志，趣味，冒险，奋斗等故事。本节目开播于2008年9月5日，周一至周四每晚22:25于都市频道播出。栏目主持人为大鞠、王海东。2017年1月1日，该栏目改名《都市调查》

### 电视剧时段
都市频道的电视剧于凌晨、上午及晚间黄金（《第一剧场》）时段播出，凌晨、上午、下午时段播出过去热播的重播剧集。2016年12月23日凌晨时段播出《奇幻冒险王》，上午时段播出《爱我你别走》。

#### 晚间黄金时段《第一剧场》
《第一剧场》（1 Theatre）是都市频道每晚的电视剧时段，一般播出首播剧集，每晚19:50都市频道播出。2016年12月23日播出《家庭秘密》。

## 黄金时段节目表
新闻资讯节目為綠色；民生、生活及纪实節目為金色；电视劇為米色。
| 时间   | 18:20    | 19:47    | 19:51    | 22:15      | 22:25      | 23:00    |
| ------ | -------- | -------- | -------- | ---------- | ---------- | -------- |
| 星期一 | 第一现场 | 第一现场 | 第一剧场 | 第一剧场   | 都市调查   | 直播深圳 |
| 星期二 | 第一现场 | 第一剧场 | 第一剧场 | 第一剧场   | 都市调查   | 直播深圳 |
| 星期三 | 第一现场 | 第一剧场 | 第一剧场 | 第一剧场   | 都市调查   | 直播深圳 |
| 星期四 | 第一现场 | 第一剧场 | 第一剧场 | 第一剧场   | 都市调查   | 直播深圳 |
| 星期五 | 第一现场 | 第一剧场 | 第一剧场 | 第一剧场   | 都市调查   | 直播深圳 |
| 星期六 | 第一现场 | 第一剧场 | 第一剧场 | 我来帮你忙 | 我来帮你忙 | 直播深圳 |
| 星期日 | 第一现场 | 第一剧场 | 第一剧场 | 第一剧场   | 法治第一线 | 直播深圳 |

## 收看方法
- 深圳地区模拟电视DS-33频道（於2020年5月8日凌晨零時終止廣播）
- 深圳地区地面数字电视474MHz
- 深圳天威视讯标清电视2频道、高清电视302频道
- 中国电信深圳IPTV2频道
- 壹深圳在线直播：http://sztv.cutv.com/dianshi.shtml?id=7868 （页面存档备份，存于）

## 播出制式
标清为16:9，576i；高清为16:9，1080i。深圳地区模拟电视版本为PAL制式；深圳地区地面数字电视版本为DTMB制式，画面以MPEG-4编码，伴音以MPEG-1编码，以立体声播出。